# Emily Appleton
Emily Appleton (Chertsey, 1 september 1999) is een tennisspeelster uit het Verenigd Koninkrijk. Appleton begon met tennis toen zij drie jaar oud was. Zij speelt rechtshandig en heeft een tweehandige backhand. Zij is actief in het internationale tennis sinds 2015.

## Loopbaan

### Enkelspel
Appleton debuteerde in 2015 op het ITF-toernooi van Chiswick (Londen). Zij stond in 2017 voor het eerst in een finale, op het ITF-toernooi van Pereira (Colombia) – zij verloor van de Colombiaanse María Fernanda Herazo. In 2018 veroverde Appleton haar eerste titel, op het ITF-toernooi van Dublin (Ierland), door de Britse Sasha Hill te verslaan. Tot op heden(april 2025) won zij vier ITF-titels, de meest recente in 2025 in Trois-Rivières (Canada).
In 2023 kwalificeerde Appleton zich voor het eerst voor een WTA-hoofdtoernooi, op het WTA 250-toernooi van Nottingham.

### Dubbelspel
Appleton behaalde in het dubbelspel betere resultaten dan in het enkelspel. Zij debuteerde in 2015 op het ITF-toernooi van Chiswick (Londen), samen met landgenote Lucy Brown. Zij stond in 2016 voor het eerst in een finale, op het ITF-toernooi van Cali (Colombia), geflankeerd door de Hongaarse Naomi Totka – zij verloren van het duo Fernanda Brito en Camila Giangreco Campiz. In 2017 veroverde Appleton haar eerste titel, op het ITF-toernooi van Buenos Aires (Argentinië), samen met de Argentijnse María Lourdes Carlé, door het Argentijnse duo Julieta Estable en Melina Ferrero te verslaan. Tot op heden(april 2025) won zij twintig ITF-titels, de meest recente in 2024 in Wenen (Oostenrijk).
In 2022 speelde Appleton voor het eerst op een WTA-hoofdtoernooi, op het toernooi van Birmingham, samen met landgenote Ali Collins. Haar beste resultaat op de WTA-toernooien is het bereiken van de halve finale, op het WTA 125-toernooi van Parma 2023 met Amina Ansjba aan haar zijde.
In 2023 kreeg Appleton een wildcard voor het dubbelspel van Wimbledon, samen met landgenote Jodie Burrage, waarmee zij haar grandslamdebuut had.
In oktober 2024 maakte zij haar entrée tot de top 100 van de wereldranglijst. In november won Appleton, ditmaal geflankeerd door landgenote Maia Lumsden, haar eerste WTA-titel, op het WTA 125-toernooi van Midland.
Haar hoogste notering op de WTA-ranglijst is de 78e plaats, die zij bereikte in april 2025.

## Posities op deWTA-ranglijst
Positie per einde seizoen:
| jaar | rang enkelspel | rang dubbelspel |
| ---- | -------------- | --------------- |
| 2016 | 721            | 609             |
| 2017 | 841            | 686             |
| 2018 | 509            | 440             |
| 2019 | 637            | 346             |
| 2020 | 682            | 390             |
| 2021 | 840            | 372             |
| 2022 | 518            | 192             |
| 2023 | 455            | 135             |
| 2024 | 384            | 94              |

## Palmares
| Legenda                 |
| ----------------------- |
| Grandslamtoernooi       |
| Olympische Spelen       |
| Year-End Championships  |
| Premier Mandatory       |
| Premier Five / WTA 1000 |
| Premier / WTA 500       |
| International / WTA 250 |
| Challenger / WTA 125    |

### WTA-finaleplaatsen enkelspel
geen

### WTA-finaleplaatsen vrouwendubbelspel
| nr.              | finale     | toernooi          | ondergrond    | partner           | tegenstandsters                      | score            |         |
| ---------------- | ---------- | ----------------- | ------------- | ----------------- | ------------------------------------ | ---------------- | ------- |
| gewonnen finales |            |                   |               |                   |                                      |                  |         |
| 1.               | 2024-11-09 | WTA Midland       | hardcourt (i) | Maia Lumsden      | Ariana Arseneault Mia Kupres         | 6-2, 4-6, [10-5] | details |
| verloren finales |            |                   |               |                   |                                      |                  |         |
| 1.               | 2025-07-13 | WTA Contrexéville | gravel        | Isabelle Haverlag | Quinn Gleason Ingrid Gamarra Martins | 1-6, 6-7         | details |

### Gewonnen ITF-toernooien enkelspel
| nr. | finale     | toernooi       | dotatie  | ondergrond    | tegenstandster in finale | score         |
| --- | ---------- | -------------- | -------- | ------------- | ------------------------ | ------------- |
| 1.  | 2018-08-05 | Dublin         | $ 15.000 | tapijt        | Sasha Hill               | 6-4, 6-3      |
| 2.  | 2018-08-19 | Gimcheon       | $ 15.000 | hardcourt     | Ahn Yu-jin               | 6-4, 3-6, 6-2 |
| 3.  | 2022-10-30 | Loughborough   | $ 25.000 | hardcourt (i) | Nigina Abduraimova       | 6-4, 6-4      |
| 4.  | 2025-03-09 | Trois-Rivières | $ 15.000 | hardcourt (i) | Malaika Rapolu           | 6-3, 3-6, 6-3 |

## Resultaten grandslamtoernooien
| Legenda | Legenda                          |
| ------- | -------------------------------- |
| g.t.    | geen toernooi gehouden           |
| l.c.    | lagere categorie                 |
| –       | niet deelgenomen                 |
| G       | uitgeschakeld in de groepsfase   |
| 1R      | uitgeschakeld in de eerste ronde |
| 2R      | uitgeschakeld in de tweede ronde |
| 3R      | uitgeschakeld in de derde ronde  |
| 4R      | uitgeschakeld in de vierde ronde |
| KF      | uitgeschakeld in de kwartfinale  |
| HF      | uitgeschakeld in de halve finale |
| F       | de finale verloren               |
| W       | het toernooi gewonnen            |
| w-v     | winst/verlies-balans             |

### Enkelspel
geen deelname

### Vrouwendubbelspel
| toernooi        | 2023 | 2024 |
| --------------- | ---- | ---- |
| Australian Open | –    | –    |
| Roland Garros   | –    | –    |
| Wimbledon       | 1R   | 2R   |
| US Open         | –    | –    |

### Gemengd dubbelspel
| toernooi        | 2024 |
| --------------- | ---- |
| Australian Open | –    |
| Roland Garros   | –    |
| Wimbledon       | 1R   |
| US Open         | –    |